# Eurostopodus
Eurostopodus es un género de aves caprimulgiformes perteneciente a la familia Caprimulgidae. Este género se distingue del resto de caprimúgidos por su carencia de cerdas junto al pico. También muestran algunas características no compartidas con Caprimulginae y Chordeilinae, como tener las plumas en forma de penacho en a los lados de la cabeza a modo de orejas, que sus juveniles presenten plumajes rojizos, largos periodos de incubación y poner huevos con motas negras o rojizas.

## Taxonomía
Se conocen siete especies:
- Eurostopodus argus Hartert 1892 - chotacabras argos;
- Eurostopodus mystacalis (Temminck, 1826) - chotacabras bigotudo;
- Eurostopodus nigripennis Ramsay, EP, 1882 - chotacabras de las Salomón;
- Eurostopodus exul Mayr, 1941 - chotacabras de Nueva Caledonia;
- Eurostopodus diabolicus Stresemann 1931 - chotacabras diabólico;
- Eurostopodus papuensis (Schlegel, 1866) - chotacabras papú;
- Eurostopodus archboldi (Mayr y Rand) 1935 - chotacabras de Archbold.